# Escuela de Madrid (filosofía)
Escuela de Madrid fue el nombre propuesto por Julián Marías a una colección de trabajos filosóficos que parten del pensamiento de José Ortega y Gasset (1883-1955), su fundador, en diálogo con Unamuno (1864-1936) y que engloban a pensadores como Manuel García Morente (1883-1942), Joaquin Xirau (1895-1946), Xavier Zubiri (1898-1983), José Gaos (1900-1969), Luis Recasens Siches (1903-1977), María Zambrano (1904-1991), José Luis Aranguren (1909-1996), Francisco Ayala (1906-2009), Pedro Laín Entralgo (1908-2001), Manuel Granell (1906-1993), Antonio Rodríguez Huéscar (1912-1990), Julián Marías (1914-2005) y Paulino Garagorri (1916-2007). Dichos trabajos filosóficos se sitúan, principalmente, entre los años 1914 y 1936. El término «Escuela de Madrid» aparece en 1958 en el Diccionario de Filosofía de José Ferrater Mora, pero fue empleado por Julián Marías durante años:
«Es lo que hace cerca de cuarenta años bauticé con el nombre de Escuela de Madrid, advirtiendo que ni era una Escuela ni estaba reducida a Madrid»
El centro de difusión de la Escuela de Madrid fue la Facultad de Filosofía y Letras de la Universidad de Madrid, aunque la difusión del pensamiento filosófico de la Escuela no se desarrolló exclusivamente en la facultad.
«Ortega creó escuela porque tuvo discípulos, que a su vez han tenido discípulos. El mapa del discípulo orteguiano es amplísimo y variado. Sus límites son difusos.»
Julián Marías escribe, en La Escuela de Madrid (1959), que los discípulos de Ortega «inmediatos o indirectos» pertenecen a «lo que empiezan a llamar fuera de España la Escuela de Madrid». Dentro de los discípulos indirectos, cabe incluir a aquellos pensadores cuyas doctrinas difieren del pensamiento orteguiano, pero que también se engloban en el concepto «Escuela de Madrid» por haber pertenecido, en algún momento, al movimiento de renovación de la filosofía española impulsado por Ortega y Gasset, y cuyo objetivo fue «estar a la altura de los tiempos» elaborando una filosofía capaz de armonizar razón y vida. Por ello, la Escuela de Madrid se caracteriza por abarcar diferentes doctrinas, lo que la distingue por su estilo marcadamente amplio. Esta vinculación de diferentes filósofos a la Escuela le otorga singularidad pero también cierta problemática para delimitar sus fronteras.

## Contexto histórico
Las teorías filosóficas que inspiran a la Escuela de Madrid surgen en 1914 y tienen como núcleo las líneas del pensamiento de José Ortega y Gasset, concretamente con la publicación de la obra orteguiana Meditaciones del Quijote. Pero no es únicamente el pensamiento orteguiano el que conforma dicha Escuela; la Escuela de Madrid abarca a filósofos, revistas, prensa y editoriales que nacieron de la idea inicial de la filosofía orteguiana, aunque durante su recorrido histórico siguieran éstas distintos rumbos.
La Escuela de Madrid se inserta en el ambiente de la generación del 14. La generación del 14 — formada por políticos, pintores, científicos, poetas y pensadores como Manuel Azaña, Picasso, Marañón, Juan Ramón Jiménez y Ortega — era europeísta, defensora de la ciencia y republicana. La Escuela de Madrid es el núcleo filosófico que surge en el seno de la Generación del 14.
La Escuela de Madrid tiene un carácter amplio; el mismo Joaquín Xirau, filiado a la Escuela de Barcelona, se sintió vinculado a la Escuela de Madrid y es considerado integrante de la misma.
La constitución de la Escuela de Madrid está relacionada con la Facultad de Filosofía y Letras de la Universidad de Madrid y con colaboraciones en prensa como: El Imparcial, El Sol, Crisol y Luz, así como con las revistas: España (1915), El Espectador (1916), Revista de Occidente (1923) y fundaciones que el mismo Ortega y Gasset constituyó, así como colecciones («Biblioteca de Ideas del siglo XX» de la Editorial Calpe).

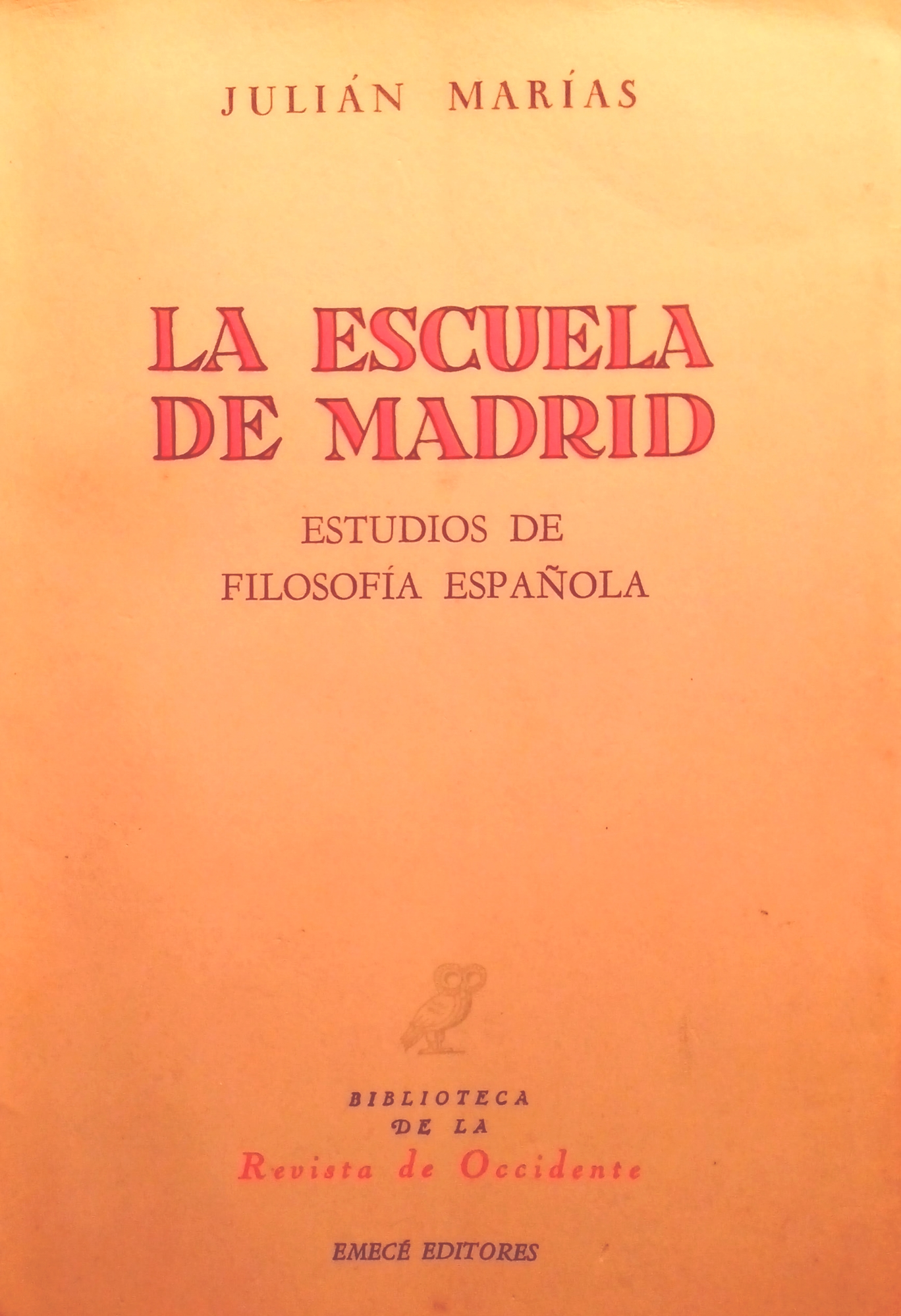
La Escuela de Madrid (1959)

Los acontecimientos que van configurando su constitución se inician el 15 de noviembre de 1910, cuando Ortega y Gasset obtiene la cátedra de Metafísica en la Universidad de Madrid. En 1912, Manuel García Morente, quien jugará un papel relevante en la consolidación de la Escuela de Madrid, obtiene un refuerzo para la asignatura de Ética y Julián Besteiro obtiene la asignatura de Lógica y Teoría del Conocimiento. En 1913 Ortega y Gasset es nombrado secretario del Congreso Científico de Madrid. Un año después, en 1914, publica Meditaciones del Quijote y es votado miembro de la Real Academia de Ciencias Morales y Políticas. Ese mismo año Ortega y Gasset funda la Liga de Educación Política, con la finalidad de investigar la realidad histórica española, en la que se encontrarán profesores y escritores como Américo Castro, Ramiro de Maeztu, Ramón Pérez de Ayala, Fernando de los Ríos, Salvador de Madariaga, etc.
La situación política de España es el punto de partida de la filosofía de la Escuela de Madrid. Los residuos positivistas y de la escolástica, así como las ideas del krausismo, hacen que España permanezca fuera de cualquier movimiento filosófico. Julián Marías lo escribe así: «Cuando Ortega hizo su aparición en la vida intelectual española (...), España llevaba mucho tiempo ausente de la creación filosófica». Tras el Desastre del 98 y el tratado con Alemania en 1899, así como la pérdida de las colonias españolas, España se encontraba en crisis. Los objetivos de España eran Gibraltar y Marruecos, y la precariedad del ejército español no la situaba en una posición competitiva para participar en la Primera Guerra Mundial (1914-1918). Como contrapartida, España vivió un auge en su economía, concretamente en los sectores textil, minería del carbón, agricultura, siderurgia, industria química y construcción, a causa de las necesidades de los países combatientes. La realidad política es la de la Restauración borbónica en España (1875-1931), pero durante este período, que une a escritores de la generación del 98 con los de la generación de 1914 (grupo generacional de escritores entre 1898 y 1927), España adopta una posición de neutralidad en la Primera Guerra Mundial gracias a la cual vivirá un posterior período de auge y burbuja económica, para después desembocar en una crisis (ver España en la Primera Guerra Mundial) que se va agravando y que se resuelve en falso con la dictadura de Primo de Rivera de 1923 hasta 1930. Tras el fracaso de los partidos monárquicos en las elecciones municipales de abril de 1931 llega el final de la Restauración borbónica, iniciándose la Segunda República Española, clima histórico en el que se constituye, de modo preciso, la Escuela de Madrid.
La Escuela se disocia en 1936, coincidiendo con el inicio de la Guerra Civil Española (1936-1939), que es el principal motivo de la separación. La división de la Escuela se debe a la dispersión de sus integrantes en el exilio, que llevó inevitablemente a la Escuela a una disgregación de su núcleo filosófico. Posteriormente, con la dictadura franquista, no fue posible la convivencia entre la filosofía de la Escuela y el nacional-catolicismo; el reduccionismo simplificador de la guerra, provocó, junto a las actitudes del mismo Ortega y Gasset, la escisión de la Escuela de Madrid en dos bloques: el llevado por José Gaos, en México, y el representado por Julián Marías, en Madrid.

## Filosofía
Todos los integrantes de la Escuela compartían una serie de convicciones: la primera, ser una filosofía escrita y sentida en castellano; la segunda, la incorporación de España a la historia universal de la filosofía gracias al pensamiento orteguiano; la tercera, la posibilidad de una nueva forma de historiar filosofía y la cuarta otorgaba a la filosofía de Ortega la legitimación de la propia historia de la filosofía española.
La idea inicial, y la que impulsa a la filosofía de la Escuela de Madrid, es la salvación de la circunstancia española, concretamente una crítica a la situación social, política y cultural en la que se encuentra España. Ortega intenta describir en España invertebrada (1921) «la grave enfermedad que España sufre», y Julián Marías habla del «atraso cultural de España» en La Escuela de Madrid (1959).
La razón de la Escuela de Madrid es poner la Facultad a la altura de los tiempos, y llevar a España a aquella reformulación de sí misma con la mirada puesta hacia Europa, introduciéndose de pleno en la filosofía moderna para asimilarla y superarla, enzarzándose en un constante debate entre la «autenticidad de España» y la «pureza de Europa», entre lo «español» y lo «universal», entre la «tradición» y la «renovación». La Escuela de Madrid se propone europeizar España, introduciéndola en la actualidad de la filosofía moderna.
Asimismo, el núcleo del pensamiento filosófico de la Escuela es la búsqueda de una reforma radical de la filosofía, entendiendo la vida humana como una realidad metafísica. Con la Escuela de Madrid, la vida pasa a un plano mucho más profundo y central, más como realidad personal e histórica que biológica; su filosofía primera es concebida, de este modo, como una antropología filosófica, a saber, que estudia al hombre en un lugar y tiempo determinados y conviviendo con los otros. Por otro lado, la conciencia de la realidad política y social del momento histórico lleva a la Escuela de Madrid al objetivo de mejorar España, no sin antes mejorar al hombre nuevo que nace de esta renovada y esperanzadora filosofía.
«El contenido y la calidad de la docencia filosófica varió completamente con ellos, pues se ofrecía un conocimiento exacto, profundo, actual y fructífero, que exigía como contrapartida de los estudiantes un estudio riguroso, exhaustivo, autónomo y productivo.»
La razón vital (raciovitalismo) y la vocación filosófica son temas que preocupan a los integrantes de la Escuela de Madrid. Ortega y Gasset enfoca su filosofía desde la realidad radical del hombre (la vida de cada cual), iniciando su discurso filosófico desde el perspectivismo individual como la herramienta necesaria de la construcción de la verdad de la realidad. El punto de mira de la filosofía de base orteguiana se centra en la vida humana y su existencia: «La razón vital, cuya doctrina fue formulada en muy temprana fecha por Ortega, es la vida misma». Por otro lado, el mundo en que se hace el hombre es su circunstancia, y la circunstancia política (España y su relación con Europa) es la base de la filosofía orteguiana.

### Medios de difusión
En 1914, año del estallido de la Primera Guerra Mundial, Ortega publica Meditaciones del Quijote, donde escribe en el Prólogo titulado «Lector» su famosa expresión: «Yo soy yo y mi circunstancia, y si no la salvo a ella no me salvo yo» (O.C., I, 322). Según Julián Marías, Meditaciones del Quijote «no es un libro más de Ortega, [sino] el punto de partida de toda su obra posterior». En 1914 Ortega funda la Liga de Educación Política Española, la primera fundación orteguiana importante, a la que se suman Manuel Azaña, Salvador de Madariaga, Américo Castro, Ramiro de Maeztu, Ramón Pérez de Ayala y Fernando de los Ríos.
En 1915 Ortega y Gasset funda la revista España Semanario de la Vida Nacional, con colaboradores como Azorín, Díez Canedo, Pío Baroja, Eugenio d’Ors, Gonzalo Rodríguez Lafora, Antonio Machado, Lorenzo Luzuriaga, Juan de la Encina, Ramiro de Maeztu, Pérez de Ayala, el doctor José Miguel Sacristán y Adolfo Salazar, entre otros. En 1916 Ortega funda El Espectador, revista en la que publica únicamente él, hasta 1934.
En 1917 Ortega escribe el artículo «Bajo el arco en ruinas» en El Imparcial. El escándalo que suscita el artículo acerca del gobierno le lleva a fundar, conjuntamente con Nicolás María de Urgoiti, el diario El Sol, con un enfoque político que transmitía la necesidad de claridad en el contexto español. En 1923 Ortega y Gasset funda la significativa Revista de Occidente dirigida a aquellos con afán de conocer «por dónde anda el mundo». La redacción de dicha revista posibilita que «el estudioso español se encuentre hoy informado de la vida intelectual de Europa entera tanto, por lo menos, como el de cualquier otro país». El secretario de redacción de la revista es Fernando Vela y en su redacción colaboran grandes pensadores europeos y españoles como Max Scheler, Edmund Husserl, Bertrand Russell, Xavier Zubiri, José Gaos; escritores y ensayistas como Ramón Gómez de la Serna, Antonio Espina, Francisco Ayala, Rosa Chacel y Máximo José Kahn; poetas como Pablo Neruda, Jorge Luis Borges; el físico Albert Einstein; los economistas Werner Sombart y Ludwig von Mises; integrantes de la generación del 98 como Azorín y Pío Baroja, así como de la generación del 27: Rafael Alberti, Federico García Lorca, Gerardo Diego y Miguel Hernández. También son traducidos textos de Franz Brentano, Hans Adolf Eduard Driesch, Johann Gottlieb Fichte, Georg Wilhelm Friedrich Hegel, Heinz Heimsoeth, Herman Hesse, Sören Kierkegaard, Max Müller, Alexander Pfänder, Georg Simmel, Werner Sombart, Carl Jung, James Joyce, Thomas Mann, Virginia Woolf, etc.
En 1926 Xavier Zubiri obtiene la cátedra de Historia de la Filosofía. El período más fecundo para los integrantes de la Escuela de Madrid fue desde 1924 hasta 1936, con publicaciones como El arte al cubo de Fernando Vela; Tragicomedia de un hombre sin espíritu, Historia de un amanecer, El Gallo de la Pasión y El boxeador y el ángel de Francisco Ayala; Horizonte del liberalismo de María Zambrano y La Filosofía del Derecho de Francisco Suárez, con un estudio previo sobre sus antecedentes en la patrística y en la escolástica, y Direcciones contemporáneas del pensamiento jurídico de Luis Recasens Siches, entre otras. José Gaos presenta su tesis doctoral: La crítica del psicologismo en Husserl. En 1928 Ortega y Gasset viaja a Argentina, donde se conocían sus importantes escritos: El tema de nuestro tiempo (1923), Las Atlántidas (1924) y La deshumanización del arte (1925). Presenta allí en varios ciclos de conferencias, textos que luego se convertirían en el curso ¿Qué es filosofía? y La rebelión de las masas (1930). Según Octavio Paz, gracias a Ortega:

Por primera vez, después de un eclipse de dos siglos, el pensamiento español fue escuchado en los países hispanoamericanos [...] la literatura, las artes y la sensibilidad de la época ostentan las huellas de Ortega y Gasset y su círculo. Entre 1920 y 1935 predominó entre las clases ilustradas […] un estilo que venía de la Revista de Occidente.

Ortega y Gasset, que se había mantenido alejado de la política se manifiesta contra la dictadura de Primo de Rivera a partir de 1929-30. En 1931 publica La redención de las provincias y la decadencia nacional y poco antes había renunciado a su cátedra en protesta por el cierre de la Universidad y en solidaridad con los estudiantes. En 1931 Ortega y Gasset, junto con Marañón y Pérez de Ayala, funda la Agrupación al Servicio de la República. El 14 de abril de 1931 se proclamaba la Segunda República, pero siete meses después el desencanto alcanza al país. El descontento generalizado por la actuación de los políticos republicanos alcanza también a Ortega y Gasset, quien se refugiará, a partir de entonces, plenamente en la filosofía, con el convencimiento que los políticos son incapaces de captar «el tiempo nuevo». No obstante, 1932 sigue siendo un año de avances para los integrantes de la Escuela de Madrid. Luis Recasens obtiene la cátedra en la Universidad de Madrid; Manuel García Morente recibe el puesto de decano de la Facultad de Filosofía y Letras; Francisco Ayala edita El Derecho social en la constitución de la República española; Ortega publica Pidiendo un Goethe desde dentro, y Manuel García Morente Ensayos sobre el progreso.
La Escuela de Madrid amplía sus fundamentos con la reorganización de la Facultad de Filosofía y Letras, en el nuevo edificio de la Ciudad Universitaria, en 1933. José Gaos obtiene la cátedra de Introducción a la Filosofía; Luis Recasens, la cátedra de Filosofía del Derecho, y Lorenzo Luzuriaga se hace cargo del curso de Pedagogía, los tres en la Facultad de Filosofía y Letras. La Escuela de Madrid está en su plenitud ya que cuenta con gran actividad de sus integrantes. Ortega y Gasset publica en Revista de Occidente: Dilthey y la idea de la vida; dicta el curso En torno a Galileo, y aparece la recopilación de ensayos Pidiendo un Goethe desde dentro (1932). En 1934, Ortega redacta, para una editorial alemana, Prólogo para alemanes, pero finalmente decide no publicarlo.
En 1935 se aprueba un nuevo decreto por el Ministerio de Instrucción Pública y Bellas Artes, para expedir el título de doctor en Filosofía y Letras en las Facultades de Madrid y Barcelona, quedando los estudios de Filosofía completados. Pero entonces estalla la Guerra Civil y la actividad intelectual española sufre un grave retroceso; retroceso que continuará en los años de la dictadura franquista.

### Exilio y división
La Escuela de Madrid se disocia definitivamente en 1936, año en el que se inicia el conflicto social, político y militar de la Guerra Civil Española. El motivo de su disociación, además del estallido de la guerra, es el de un cambio de actitud de Ortega y Gasset. Exiliado en Buenos Aires y ante el escenario lejano de la guerra y la decepción de ver la dispersión e incluso el enfrentamiento de los miembros de la Escuela de Madrid, Ortega y Gasset vive una decepción que le llevará al silencio y que se agravará con la situación límite en que se encuentra Europa. En febrero de 1942 Ortega decide embarcarse hacia Portugal.
De los componentes de la Escuela de Madrid, Julián Besteiro murió en 1940 durante su encarcelamiento debido a actividades políticas; Francisco Ayala se exilió en Argentina en 1939; Luis Recasens Siches, nacido en Guatemala, se fue a México a partir de 1937; María Zambrano se exilió en México en 1939 y posteriormente en Cuba; José Gaos se exilió en México en 1938; Manuel García Morente se exilió en París en 1936 y en 1937 se traslada a Argentina hasta 1938, que vuelve a España; Xavier Zubiri, que estaba en Roma cuando estalló la guerra, se trasladó a París, pero volvió a España en 1939 y Ortega y Gasset se exilió en París hasta 1939, año en el que se traslada a Buenos Aires donde residirá hasta 1942. Ortega vive en Lisboa desde 1942 hasta 1945, que vuelve a España.

## Miembros de la Escuela
Los primeros miembros de la Escuela de Madrid fueron (aparte de Ortega, su fundador) Manuel García Morente, Xavier Zubiri y José Gaos, este último «el primer discípulo de lo que después dio en llamarse Escuela de Madrid (...), Gaos representaba el inicio de la continuidad...». «A ellos se añadirían más tarde, Luis Recasens, María Zambrano, Joaquín Xirau y Julián Marías». También se consideran miembros de la Escuela a José Luis Aranguren, Pedro Laín Entralgo, Manuel Granell, Francisco Soler Grima, Antonio Rodríguez Huéscar, Francisco Ayala, Paulino Garagorri y Julián Besteiro.

## Influencias recibidas
Ortega y Gasset anuncia en el Prólogo General de 1922 de la colección «Biblioteca de Ideas del Siglo XX» que desde 1900 «comienzan a elevarse sobre el horizonte intelectual pensamientos de nueva trayectoria (...) Desde la matemática a la estética y la historia, procurará esta colección mostrar el nuevo espíritu labrando su miel futura sobre toda la flora intelectual», para referirse a la nueva filosofía de la Escuela de Madrid.
La influencia de la filosofía que recibió la Escuela de Madrid fue en primer lugar la filosofía alemana, particularmente el neokantismo alemán y la fenomenología de Husserl. Por otro lado, la Escuela también recibió influencias de la Generación del 98 (generación de filósofos que precede a la de la Escuela de Madrid). Uno de los integrantes más significativos de la Generación del 98 es Miguel de Unamuno, que ejerció influencia en Ortega y Gasset, en su debate y diferencias sobre el tema de la europeización de España o la españolización de Europa. No obstante, Ortega «inicia el alejamiento de Unamuno cuyo «idealismo de la voluntad» comienza ahora a ser substituido por un «idealismo de la razón», capaz de construir realidades».

## Sucesores
Aunque el franquismo y su filosofía escolástica no tenían punto de unión con la filosofía de la Escuela de Madrid ni con el pensamiento orteguiano, algunos filósofos que habían legado el pensamiento de la Escuela sí asimilaron el catolicismo imperante, como Juan Zaragüeta, Pedro Laín Entralgo, José Luis López Aranguren y Joaquín Ruiz-Giménez. Estos permanecieron en España, mientras que otros, que no incorporaron el catolicismo a su pensamiento o cuyas ideas políticas eran contrarias a las de la dictadura, se vieron forzados a exiliarse.
Fue Ángel González Álvarez, impulsor del neotomismo o neo-escolástica durante la época franquista, quien, en 1954, ocupó la vacante de Ortega y Gasset en la cátedra universitaria de Metafísica. Por otro lado, José Ortega Spottorno (el hijo más joven de Ortega) y Paulino Garagorri mantuvieron la obra de Ortega y Gasset a través de publicaciones que continuaron haciendo en la Revista de Occidente a partir de 1963.
Más allá de la época del franquismo, los sucesores de la Escuela de Madrid son aquellos que hoy filosofan en español, en cuya herencia filosófica se halla aquella impulsora y de aires renovados para su tiempo, la filosofía de la Escuela de Madrid.